# Jean-Christophe Quantin
Jean-Christophe Quantin (ur. 8 lipca 1966, Royan) – francuski brydżysta, World International Master w kategorii Open (WBF), European Grand Master oraz European Champion w kategoriach Open, Juniors i Mixed (EBL).
Jean-Christophe Quantin od roku 1992 wielokrotnie był opiekunem lub niegrającym kapitanem drużyn francuskich (głównie młodzieżowych).

## Wyniki brydżowe

### Olimpiady
Na olimpiadach uzyskał następujące rezultaty:
| Olimpiady brydżowe. Zawody teamów | Olimpiady brydżowe. Zawody teamów | Olimpiady brydżowe. Zawody teamów    | Olimpiady brydżowe. Zawody teamów | Olimpiady brydżowe. Zawody teamów | Olimpiady brydżowe. Zawody teamów |
| Rok                               | Miejsce                           | Zawody                               | Kategoria                         | Drużyna                           | Pozycja                           |
| --------------------------------- | --------------------------------- | ------------------------------------ | --------------------------------- | --------------------------------- | --------------------------------- |
| 2012                              | Lille                             | 2. Olimpiada Sportów Umysłowych      | Open                              | France                            | 9                                 |
| 2008                              | Pekin                             | 1. Olimpiada Sportów Umysłowych      | Open                              | France                            | 17                                |
| 2004                              | Stambuł                           | 12. Olimpiada Teamów                 | Open                              | France                            | 9                                 |
| 2000                              | Lozanna                           | 3. Mistrzostwa o Wielką Nagrodę MKOL | Open                              | France                            | 6                                 |
| 1988                              | Wenecja                           | 8. Olimpiada Teamów                  | Open                              | France                            | 9                                 |

### Zawody światowe
W światowych zawodach zdobył następujące lokaty:
| Mistrzostwa Świata. Konkurencja teamów | Mistrzostwa Świata. Konkurencja teamów | Mistrzostwa Świata. Konkurencja teamów   | Mistrzostwa Świata. Konkurencja teamów | Mistrzostwa Świata. Konkurencja teamów | Mistrzostwa Świata. Konkurencja teamów |
| Rok                                    | Miejsce                                | Zawody                                   | Kategoria                              | Drużyna                                | Pozycja                                |
| -------------------------------------- | -------------------------------------- | ---------------------------------------- | -------------------------------------- | -------------------------------------- | -------------------------------------- |
| 2010                                   | Filadelfia                             | 13. Seria Mistrzostw Świata              | Open                                   | Zaleski                                | 17                                     |
| 2007                                   | Szanghaj                               | 38. Mistrzostwa Świata Teamów            | Trans                                  | Zaleski                                | 11                                     |
| 2006                                   | Werona                                 | 12. Mistrzostwa Świata                   | Open                                   | Zimmerman                              | 33                                     |
| 2005                                   | Estoril                                | 37. Mistrzostwa Świata Teamów            | Trans                                  | Zimmerman                              | 46                                     |
| 2002                                   | Montreal                               | 11. Mistrzostwa Świata                   | Open                                   | Multon                                 | 17                                     |
| 2001                                   | Paryż                                  | 35. Mistrzostwa Świata Teamów            | Trans                                  | Hannah                                 | 53                                     |
| 2001                                   | Paryż                                  | 35. Mistrzostwa Świata Teamów            | Open                                   | France                                 | 6                                      |
| 2000                                   | Maastricht                             | 11. Olimpiada Brydżowa                   | Miksty                                 | Meyer                                  | 9                                      |
| 2000                                   | Southampton                            | 34. Mistrzostwa Świata Teamów            | Trans                                  | Reiplinger                             | 10                                     |
| 1998                                   | Lille                                  | 10. Mistrzostwa Świata                   | Open                                   | Axa                                    | 81                                     |
| 1994                                   | Albuquerque                            | 9. Mistrzostwa Świata                    | Open                                   | Abecassis                              | 33                                     |
| 1990                                   | Genewa                                 | 8. Mistrzostwa Świata                    | Open                                   | Reiplinger                             | 17                                     |
| 1989                                   | Perth                                  | 29. Mistrzostwa Świata Teamów            | Open                                   | France                                 | 6                                      |
| 1989                                   | Nottingham                             | 2. Młodzieżowe Mistrzostwa Świata Teamów | Juniorzy                               | France                                 | 3                                      |
| 1987                                   | Amsterdam                              | 1. Młodzieżowe Mistrzostwa Świata Teamów | Juniorzy                               | France                                 | 2                                      |

| Mistrzostwa Świata. Konkurencja par | Mistrzostwa Świata. Konkurencja par | Mistrzostwa Świata. Konkurencja par | Mistrzostwa Świata. Konkurencja par | Mistrzostwa Świata. Konkurencja par | Mistrzostwa Świata. Konkurencja par |
| Rok                                 | Miejsce                             | Zawody                              | Kategoria                           | Partner                             | Pozycja                             |
| ----------------------------------- | ----------------------------------- | ----------------------------------- | ----------------------------------- | ----------------------------------- | ----------------------------------- |
| 2010                                | Filadelfia                          | 13. Mistrzostwa Świata              | Open                                | Marc Bompis                         | 20                                  |
| 2006                                | Werona                              | 12. Mistrzostwa Świata              | Open                                | Guy Laffineur                       | 173                                 |
| 2002                                | Montreal                            | 11. Mistrzostwa Świata              | Open                                | Franck Multon                       | 92                                  |
| 2002                                | Montreal                            | 11 Mistrzostwa Świata               | Miksty                              | Sylvie Willard                      | 20                                  |
| 1998                                | Lille                               | 10. Mistrzostwa Świata              | Miksty                              | Elisabeth Delor                     | 192                                 |
| 1998                                | Lille                               | 10. Mistrzostwa Świata              | Open                                | Michel Abécassis                    | 28                                  |
| 1994                                | Albuquerque                         | 9. Mistrzostwa Świata               | Miksty                              | Claude Blouquit                     | 11                                  |
| 1994                                | Albuquerque                         | 9. Mistrzostwa Świata               | Open                                | Michel Abécassis                    | 51                                  |
| 1990                                | Genewa                              | 8. Mistrzostwa Świata               | Miksty                              | Catherine Saul                      | 24                                  |

| Mistrzostwa Świata. Konkurencja indywidualna | Mistrzostwa Świata. Konkurencja indywidualna | Mistrzostwa Świata. Konkurencja indywidualna | Mistrzostwa Świata. Konkurencja indywidualna | Mistrzostwa Świata. Konkurencja indywidualna | Mistrzostwa Świata. Konkurencja indywidualna |
| Rok                                          | Miejsce                                      | Zawody                                       | Kategoria                                    | Pozycja                                      |                                              |
| -------------------------------------------- | -------------------------------------------- | -------------------------------------------- | -------------------------------------------- | -------------------------------------------- | -------------------------------------------- |
| 2004                                         | Werona                                       | 6. Indywidualne Mistrzostwa Świata           | Open                                         | 27                                           |                                              |
| 2000                                         | Ateny                                        | 5. Indywidualne Mistrzostwa Świata           | Open                                         | 35                                           |                                              |
| 1998                                         | Ajaccio                                      | 4. Indywidualne Mistrzostwa Świata           | Open                                         | 27                                           |                                              |
| 1996                                         | Paryż                                        | 3. Indywidualne Mistrzostwa Świata           | Open                                         | 5                                            |                                              |

### Zawody europejskie
W europejskich zawodach zdobył następujące lokaty:
| Zawody europejskie. Konkurencja teamów | Zawody europejskie. Konkurencja teamów | Zawody europejskie. Konkurencja teamów    | Zawody europejskie. Konkurencja teamów | Zawody europejskie. Konkurencja teamów | Zawody europejskie. Konkurencja teamów |
| Rok                                    | Miejsce                                | Zawody                                    | Kategoria                              | Drużyna                                | Pozycja                                |
| -------------------------------------- | -------------------------------------- | ----------------------------------------- | -------------------------------------- | -------------------------------------- | -------------------------------------- |
| 2014                                   | Abacja                                 | 52. Mistrzostwa Europy Teamów             | Open                                   | France                                 | 9                                      |
| 2013                                   | Ostenda                                | 6. Otwarte Mistrzostwa Europy             | Open                                   | Monaco                                 | 83                                     |
| 2013                                   | Ostenda                                | 6. Otwarte Mistrzostwa Europy             | Miksty                                 | Quantin                                | 26                                     |
| 2012                                   | Dublin                                 | 51. Mistrzostwa Europy Teamów             | Open                                   | France                                 | 11                                     |
| 2009                                   | Paryż                                  | 8. Puchar Europy                          | Open                                   | Host France                            | 11                                     |
| 2009                                   | San Remo                               | 4. Otwarte Mistrzostwa Europy             | Open                                   | Zaleski                                | 17                                     |
| 2009                                   | San Remo                               | 4. Otwarte Mistrzostwa Europy             | Miksty                                 | Maarek                                 | 17                                     |
| 2008                                   | Pau                                    | 49. Mistrzostwa Europy Teamów             | Open                                   | France                                 | 9                                      |
| 2007                                   | Wrocław                                | 6. Puchar Europy                          | Open                                   | FNC – France                           | 5                                      |
| 2007                                   | Antalya                                | 3. Otwarte Mistrzostwa Europy             | Open                                   | Zaleski                                | 9                                      |
| 2005                                   | Teneryfa                               | 2. Otwarte Mistrzostwa Europy             | Open                                   | Zimmerman                              | 9                                      |
| 2004                                   | Barcelona                              | 3. Puchar Europy                          | Open                                   | SG-France                              | 6                                      |
| 2004                                   | Malmö                                  | 47. Mistrzostwa Europy Teamów             | Open                                   | France                                 | 9                                      |
| 2003                                   | Mentona                                | 1. Otwarte Mistrzostwa Europy             | Open                                   | Izisel                                 | 17                                     |
| 2003                                   | Mentona                                | 1. Otwarte Mistrzostwa Europy             | Miksty                                 | Quantin                                | 9                                      |
| 2001                                   | Teneryfa                               | 45. Mistrzostwa Europy Teamów             | Open                                   | France                                 | 7                                      |
| 2000                                   | Bellaria                               | 6. Mistrzostwa Europy Mikstów             | Miksty                                 | Chemla                                 | 16                                     |
| 1994                                   | Barcelona                              | 3. Mistrzostwa Europy Mikstów             | Miksty                                 | Koumetz                                | 15                                     |
| 1991                                   | Killarney                              | 40. Mistrzostwa Europy Teamów             | Open                                   | France                                 | 8                                      |
| 1990                                   | Neumünster                             | 12. Młodzieżowe Mistrzostwa Europy Teamów | Juniorzy                               | France                                 | 16                                     |
| 1990                                   | Bordeaux                               | 1. Mistrzostwa Europy Mikstów             | Miksty                                 | Saul                                   | 11                                     |
| 1989                                   | Turku                                  | 39. Mistrzostwa Europy Teamów             | Open                                   | France                                 | 2                                      |
| 1988                                   | Płowdiw                                | 11. Młodzieżowe Mistrzostwa Europy Teamów | Juniorzy                               | France                                 | 1                                      |
| 1986                                   | Budapeszt                              | 10. Młodzieżowe Mistrzostwa Europy Teamów | Juniorzy                               | France                                 | 2                                      |

| Zawody europejskie. Konkurencja par | Zawody europejskie. Konkurencja par | Zawody europejskie. Konkurencja par | Zawody europejskie. Konkurencja par | Zawody europejskie. Konkurencja par | Zawody europejskie. Konkurencja par |
| Rok                                 | Miejsce                             | Zawody                              | Kategoria                           | Partner                             | Pozycja                             |
| ----------------------------------- | ----------------------------------- | ----------------------------------- | ----------------------------------- | ----------------------------------- | ----------------------------------- |
| 2013                                | Ostenda                             | 6. Otwarte Mistrzostwa Europy       | Miksty                              | Sophie Dauvergne                    | 23                                  |
| 2009                                | San Remo                            | 4. Otwarte Mistrzostwa Europy       | Open                                | Marc Bompis                         | 29                                  |
| 2009                                | San Remo                            | 4. Otwarte Mistrzostwa Europy       | Miksty                              | Sylvie Willard                      | 13                                  |
| 2007                                | Antalya                             | 3. Otwarte Mistrzostwa Europy       | Open                                | Marc Bompis                         | 7                                   |
| 2003                                | Mentona                             | 1. Otwarte Mistrzostwa Europy       | Open                                | Michel Abécassis                    | 14                                  |
| 2000                                | Bellaria                            | 6. Mistrzostwa Europy Mikstów       | Mikst                               | Fabienne Pigeaud                    | 22                                  |
| 1999                                | Warszawa                            | 10. Mistrzostwa Europy Par          | Open                                | Michel Abécassis                    | 14                                  |
| 1997                                | Haga                                | 9. Mistrzostwa Europy Par           | Open                                | Michel Abécassis                    | 2                                   |
| 1996                                | Monte Carlo                         | 4. Mistrzostwa Europy Mikstów       | Mikst                               | Elisabeth Delor                     | 20                                  |
| 1995                                | Rzym                                | 8. Mistrzostwa Europy Par           | Open                                | Michel Abécassis                    | 17                                  |
| 1994                                | Barcelona                           | 3. Mistrzostwa Europy Mikstów       | Miksty                              | Catherine Saul                      | 27                                  |
| 1993                                | Bielefeld                           | 7. Mistrzostwa Europy Par           | Open                                | Michel Abécassis                    | 1                                   |
| 1992                                | Ostenda                             | 2. Mistrzostwa Europy Mikstów       | Mikst                               | Catherine Saul                      | 5                                   |
| 1991                                | Montecatini                         | 6. Mistrzostwa Europy Par           | Open                                | Michel Abécassis                    | 1                                   |
| 1990                                | Bordeaux                            | 1. Mistrzostwa Europy Mikstów       | Mikst                               | Catherine Saul                      | 1                                   |
| 1989                                | Salsomaggiore                       | 5. Mistrzostwa Europy Par           | Open                                | Christian Mari                      | 194                                 |
| 1987                                | Paryż                               | 4. Mistrzostwa Europy Par           | Open                                | Michel Sahal                        | 13                                  |

## Klasyfikacja
- Jean-Christophe Quantin – klasyfikacja WBF (ang.)
- Jean-Christophe Quantin – klasyfikacja EBL (ang.)